# Secrets in the Walls
Secrets in the Walls is een Amerikaanse televisiehorrorthriller uit 2010 van regisseur Christopher Leitch en gemaakt voor kabelzender Lifetime Movie Network. De film is opgenomen in Detroit en door Lifetime Movie Network uitgezonden op 24 oktober 2010.

## Verhaal
Als Rachel na haar scheiding een nieuwe baan vindt verhuist ze met haar zestienjarige dochter Lizzie en de jongere Molly naar een groot oud huis in de buurt ervan. Als Molly beweert een meisje te zien en zijzelf en Lizzie vreemde dingen overkomen gaat ze op onderzoek uit. Ze ontdekt dat er in de jaren 1950 een agressieve man en zijn zeventienjarige Duitse bruid woonden. Greta, zoals het meisje heette, is op een dag spoorloos verdwenen en nooit meer gezien.
Rachel denkt dat de geest van Greta in het huis gevangen zit en haalt haar broer, die aannemer is, erbij om te zoeken. Ze vinden Greta's lijk achter een tussenmuur, waar ze kennelijk levend was opgesloten. Het lichaam wordt door de autoriteiten begraven en Rachel denkt dat de geest daarmee naar het hiernamaals is vertrokken. Die is integendeel juist sterker geworden en slaagt er op een nacht in Lizzie's lichaam in te palmen door haar haar halsketting om te doen.
Molly merkt meteen dat Lizzie niet meer Lizzie is, maar Rachel gelooft haar niet. Als ze een vreemd bericht, "ze is niet Lizzie" vindt haalt ze haar collega Belle erbij om Greta's geest naar het hiernamaals te sturen. Die stuurt bijna Lizzie naar het hiernamaals, maar Molly verhindert dit. De volgende dag stelt Rachel een vraag waar enkel Lizzie op kan antwoorden, en weet zo dat Greta in haar dochters'lichaam zit.
Er ontstaat een handgemeen tussen de twee waarbij Greta uiteindelijk van de trap valt. Haar halsketting breekt waardoor Greta haar greep op het lichaam verliest. Rachel probeert intussen de zwaargewonde Lizzie te reanimeren, maar dat mislukt. Even later komt ze echter alsnog bij.
Ten slotte verhuist het drietal opnieuw, maar nog voor ze weg zijn komt de makelaar al langs met potentiële kopers. Rachel waarschuwt hen voor Greta, maar ze houden haar voor gek. Als ze het huis binnentreden is te zien hoe Greta hen door het raam  gadeslaat.

## Rolverdeling
- Jeri Ryan als Rachel Easton, de protagonist en alleenstaande moeder van twee tienerdochters.
- Kay Panabaker als Elizabeth (Lizzie) Easton, Rachels oudste dochter.
- Peyton Roi List als Molly Easton, Rachels jongste dochter.
- Ian Kahn als Marty, Rachels broer.
- Lauren Mae Shafer als Erin, Rachels schoonzus.
- Marianne Jean-Baptiste als Belle, de helderziende collega en vriendin van Rachel.
- Jordan Trovillion als Greta, het verdwenen meisje.
- Sarab Kamoo als Stelle, de makelaar.